# Christopher Hoag
Christopher Hoag (ur. 3 września 1988 w Sherbrooke) – kanadyjski siatkarz, grający na pozycji przyjmującego, reprezentant Kanady.
Jego ojcem jest Glenn Hoag, który jest trenerem reprezentacji Kanady oraz tureckiego klubu Arkas Spor Izmir. Również jego brat Nicholas jest siatkarzem. Jego żoną jest turecka siatkarka Cansu Güngör.

## Sukcesy klubowe
U Sports Championship:
- 2010
- 2011

Canada West Mens Volleyball:
- 2011
- 2010